# Ruyaulcourt Military Cemetery
Ruyaulcourt Military Cemetery is een Britse militaire begraafplaats met gesneuvelden uit de Eerste Wereldoorlog, gelegen in de Franse gemeente Ruyaulcourt (departement Pas-de-Calais). 
De begraafplaats werd ontworpen door Herbert Baker en ligt langs de weg naar Hermies op 750 m ten noordoosten van het centrum van Ruyaulcourt (Église Saint-Pierre). Het terrein ligt hoger dan het straatniveau en heeft een nagenoeg rechthoekig grondplan met een oppervlakte van 1.608 m². De toegang bevindt zich in de oostelijke hoek en bestaat uit een gesplitste trap met 17 opgaande treden, geflankeerd door twee vierkante natuurstenen bloembakken. Het Cross of Sacrifice staat bovenaan tussen de twee trapdelen. In de noordelijke hoek staat een schuilgebouw met zitbank. De begraafplaats wordt omsloten door een natuurstenen muur.
Er liggen 348 gesneuvelden waaronder 10 niet geïdentificeerde.
De begraafplaats wordt onderhouden door de Commonwealth War Graves Commission.

## Geschiedenis
Ruyaulcourt werd op 28 en 29 maart 1917 door de 7th D.C.L.I. (Duke of Cornwall's Light Infantry) aangevallen en de volgende nacht door de 7th Somerset Light Infantry onbewoond aangetroffen. Op 23 maart 1918 werd het door de Duitse troepen veroverd maar op 4 september 1918 definitief door de New Zealand Division ontruimd. 
De Duitse begraafplaats in Ruyaulcourt werd gebruikt van juli 1916 tot maart 1917 en ook in augustus 1918; ze bevatte 405 Duitse graven, twee R.A.F.-officieren, twee Britse soldaten en een Nieuw-Zeelandse soldaat. In 1924 werd de begraafplaats ontruimd en de twee Britse graven werden naar de militaire begraafplaats overgebracht. Ruyaulcourt Military Cemetery werd in april 1917 tot maart 1918 in gebruik genomen door gevechtseenheden en veldhulpposten (grotendeels behorende tot de 42nd (East Lancashire) Division)). In september 1918 werd ze opnieuw gebruikt. 
Onder de geïdentificeerde doden zijn er 318 Britten, 17 Nieuw-Zeelanders, 2 Canadezen en 1 Australiër. De twee luchtmachtofficieren (J.G. Andrews en John Churchill) die oorspronkelijk in de Duitse begraafplaats waren begraven worden met Special Memorials herdacht omdat hun graven niet meer teruggevonden werden.

### Onderscheiden militairen
- Thomas Andrew Dunlop Best, luitenant-kolonel bij de Royal Inniskilling Fusiliers werd tweemaal onderscheiden met de Distinguished Service Order (DSO and Bar).
- Adrian Charles Gordon, luitenant-kolonel bij de Royal Field Artillery werd onderscheiden met de Distinguished Service Order (DSO) .
- J. Thelwell, sergeant bij de Royal Welsh Fusiliers werd onderscheiden met de Distinguished Conduct Medal en de Military Medal (DCM, MM).
- L.E. Rundell, kapitein bij het London Regiment werd tweemaal onderscheiden met het Military Cross (MC and Bar).
- kapitein Gideon Walker (Royal Army Medical Corps), de luitenants Edward Henry Burgh (Royal Field Artillery) en Arthur Middleton Kinnaird (Scots Guards) en onderluitenant Harry John Ellen (London Regiment) werden onderscheiden met het Military Cross (MC).
- nog 12 militairen werden onderscheiden met de Military Medal (MM).

### Minderjarige militair
- soldaat Thomas Dennison (Lancashire Fusiliers) was 17 jaar toen hij op 13 juni 1917 sneuvelde.